# Mozaïek van Lod

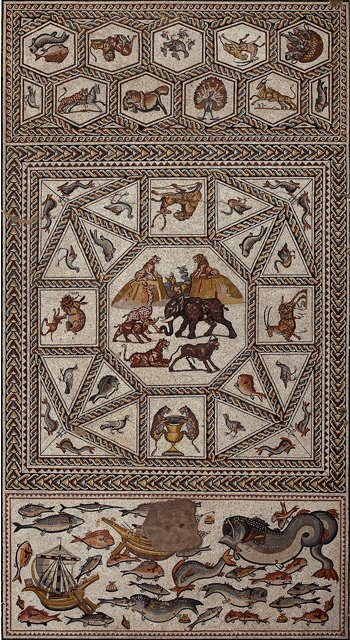

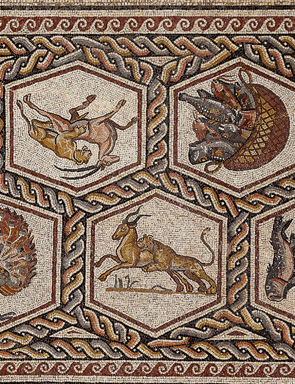
Detail

Het mozaïek van Lod is een uitzonderlijk grote en complete mozaïek uit de Romeinse tijd (ca. 300). Met een oppervlakte van 180 vierkante meter is hij de grootste van zijn soort in Israël.
De ontdekking gebeurde in 1996 bij straatwerken te Lod, het antieke Lydda, ten zuidoosten van Tel Aviv. Na de blootlegging werd het mozaïek terug met zand bedekt, om in 2009 te worden overgebracht naar de Israel Antiquities Authority (IAA) voor restauratie. Hij wordt gedateerd onder de regering van Diocletianus (284–305), wiens beeltenis prijkt op de jongste munten die in de opgraving zijn gevonden.
De figuratieve delen van het mozaïek tonen wilde dieren, vissen en twee handelsschepen. Uit het ontbreken van enig opschrift of naam, wordt afgeleid dat hij niet tot een openbaar gebouw behoorde, maar allicht deel was van een villa. Die was waarschijnlijk eigendom van een rijke jood of christen, als mag worden afgegaan op de afwezigheid van mythologische figuren. De enige beschadiging is een rond gat op de plaats waar in de Ottomaanse periode een beerput is gegraven.
Met het Shelby White and Leon Levy Lod Mosaic Archaeological Center zal een specifiek museum worden ingericht voor het mozaïek van Lod.